# Catoria subnata
Catoria subnata là một loài bướm đêm trong họ Geometridae.